# Shuiying (sockenhuvudort i Kina, Yunnan Sheng, lat 27,81, long 104,80)
Shuiying är en sockenhuvudort i Kina. Den ligger i provinsen Yunnan, i den sydvästra delen av landet, omkring 370 kilometer nordost om provinshuvudstaden Kunming. Antalet invånare är 18 293. Befolkningen består av 8 838 kvinnor och 9 455 män. Barn under 15 år utgör 24,0 %, vuxna 15-64 år 67 %, och äldre över 65 år 8,0 %.
Runt Shuiying är det tätbefolkat, med 319 invånare per kvadratkilometer. Närmaste större samhälle är Sankoutang, 18,8 km nordost om Shuiying. I omgivningarna runt Shuiying växer i huvudsak blandskog.
Genomsnittlig årsnederbörd är 1 132 millimeter. Den regnigaste månaden är juli, med i genomsnitt 239 mm nederbörd, och den torraste är december, med 14 mm nederbörd.